# Obras de Jane Austen

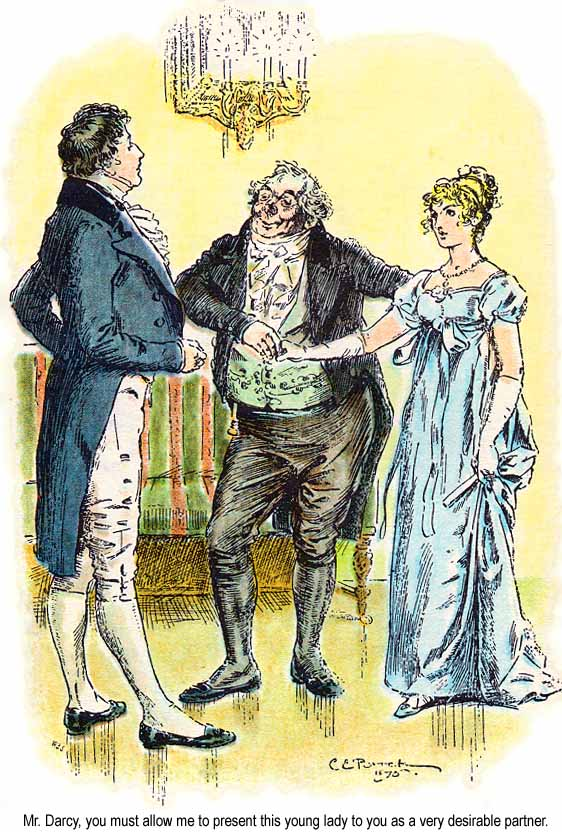
Sr. William Lucas sugere Elizabeth como companheira de baile para Sr. Darcy, em Pride and Prejudice

As Obras de Jane Austen marcaram um novo tipo de romance, que diferia dos demais nos temas que abordava. Seus romances contêm uma mensagem instrutiva, assinalam o bom comportamento e mostram uma espécie de experiência fictícia, mas sempre mantendo os princípios clássicos aristotélicos de verossimilhança, isto é, estão de acordo com a realidade e oferecem, por conseguinte, uma história onde os elementos que a constituem se prestam à veracidade dos fatos narrados.

## Características principais de sua obra
Segundo Richard Whately, em sua análise sobre a técnica e o efeito moral na ficção de Jane Austen, sua obra não altera nossa credibilidade, nem surpreende nossa imaginação, apesar de mostrar uma grande variedade de incidentes. As figuras de afeição e sensibilidade romântica eram primeiramente atributos de personagens fictícios, sendo pouco usuais na realidade; a maior parte encontra seu clímax mediante a repetição indiscriminada, a arte de copiar da natureza, dado que se encontra presente em todos os aspectos da vida. Este panorama se expõe ante um leitor não como uma sucessão de cenas próprias de um mundo imaginário, pois a obra de Austen se centra em aspectos cotidianos e, portanto, alinhados com a vida real. A variedade, o entretenimento e o caminho incerto do protagonista são temas que a autora aborda na totalidade de suas obras. Não é menos importante a prioridade que concede ao detalhe, e a descrição realista e ilustrada de personagens e lugares.
Durante a primeira metade do século XVIII, a função moralizadora havia ocorrido por conta de ensaístas, como Joseph Addison ou Richard Steele, que denunciavam em seus periódicos os abusos cometidos pela sociedade britânica contemporânea. Esses artigos se encontravam impregnados de uma forte conotação satírica, cujo papel era o de modelar mediante o ridículo e a expressão jocosa os pilares que deviam reger o comportamento do ser humano.
A partir do século XIX, essa função passou a formar parte do cânone através do qual se haveria de reger os novos romancistas. A narração, tanto no caso do conto quanto o do romance, construiria esses modelos de comportamento através da representação dos mesmos. Tal mecanismo não se centraria apenas em descrever diversos protótipos de classes sociais, mas também em oferecer características fundamentais à raíz de um ou vários personagens que pertencessem a cada uma dessas classes. Esses personagens, por sua vez baseados no leitor comum, buscavam que o receptor do texto se sentisse de alguma forma identificado com eles e, como resultado, se sentisse atraído pelas circunstâncias que lhes preparara o destino. No caso de Jane Austen, em Pride and Prejudice, Elizabeth Bennet, a protagonista, e sua família, pertencem a uma classe social média baixa. Mr. Darcy e outros personagens, como Mr. Bingley e Lady Catherine de Bourgh, são claros representantes da burguesia daquele momento. A escritora busca romper essas barreiras sociais, mostrando reação à incapacidade de mobilidade social típica da época, e conclui com o matrimônio dos protagonistas, o contrato civil e a fusão das classes.
Jane Austen demonstra ter um bom gosto pelo decoro e pela utilizada, ambas decorrentes de sua religiosidade cristã e o teor moral que a compõe. Ela mesma reconhecia em suas obras a característica de um "sermão dramático". O aspecto didático, por outro lado, é expresso de forma concisa, ocorre de forma acidental durante o transcurso da obra e não se apresenta ante o leitor de uma forma forçada, mas sim natural. Austen se mostra predisposta a ensinar a seus leitores, não mediante discursos éticos no sentido estrito, mas através de eventos na vida de qualquer das pessoas que se apresentam na história. O romance de Austen constitui uma unidade racional de histórias e sucessos entrelaçados para criar um argumento comum e lógico. Poucas vezes se pode perceber o desenlace de sua obra, e cada episódio é o resultado dos eventos que aconteceram anteriormente.

## Intertextualidade
Costuma-se dizer que Jane Austen foi uma escritora isolada da influência de outros de seu tempo e da vida social além da reitoria de Steventon, e da burguesia rural que formava a sociedade que a rodeava.
Isto, no entanto, não está totalmente correto: sabe-se, pelas cartas que se enviavam, ela e  Cassandra, que as duas irmãs Austen viajavam com frequência para a casa de amigos e familiares, e também que Austen estava familiarizada com muitas das obras publicadas na época. Prova disso é a intertextualidade que aparece em suas obras, pois às vezes permite ao leitor formular juízos sobre os personagens através de um simples contraste nas leituras que estes recomendam, ou dos fragmentos de texto que leem. Por exemplo, uma forma de ridiculizar Mr. Collins, em Pride and Prejudice, é fazer suas primas lerem os Sermons for Young Women, de James Fordyce, um manual destinado a formar moralmente as jovens, que contradizia em muitos aspectos o que Jane Austen considerava próprio para a educação delas. Há mais referências explícitas na obra de Austen, por exemplo, em  Northanger Abbey, que é uma paródia dos romances góticos. A protagonista, Catherine Morland, está lendo um romance de Ann Radcliffe, The Mysteries of Udolpho. Catherine é uma personagem que está relacionada com as heroínas de romance populares da época, dotada de certo tipo de quixotismo, quando os romances de cavalaria estavam sendo substituídos por romances góticos; vê sua vida como a de uma dessas heroínas, e como os romances de Jane Austen se definem melhor como romances de formação ou Bildungsroman, Catherine deve aprender que a vida é diferente do que anunciam os romances.
Sabe-se, pelos romances e cartas, que Austen leu autores como Fanny Burney, Maria Edgeworth, Ann Radcliffe, Daniel Defoe, Henry Fielding, Laurence Sterne, e Samuel Richardson; ensaistas como Joseph Addison e Richard Steele, e contos de poetas como William Cowper e George Crabbe. O mais destacável, talvez, não seja o que leu, mas o que não leu, tais como os românticos William Wordsworth, Coleridge, ou Lord Byron; este último brevemente mencionado em Persuasion, talvez seu único romance com certas pinceladas românticas. Porém, em geral, em seu manejo da ironia, Jane Austen está mais em comum com os autores do literatura augusta, como Alexander Pope ou Jonathan Swift.

## Críticas à obra de Jane Austen

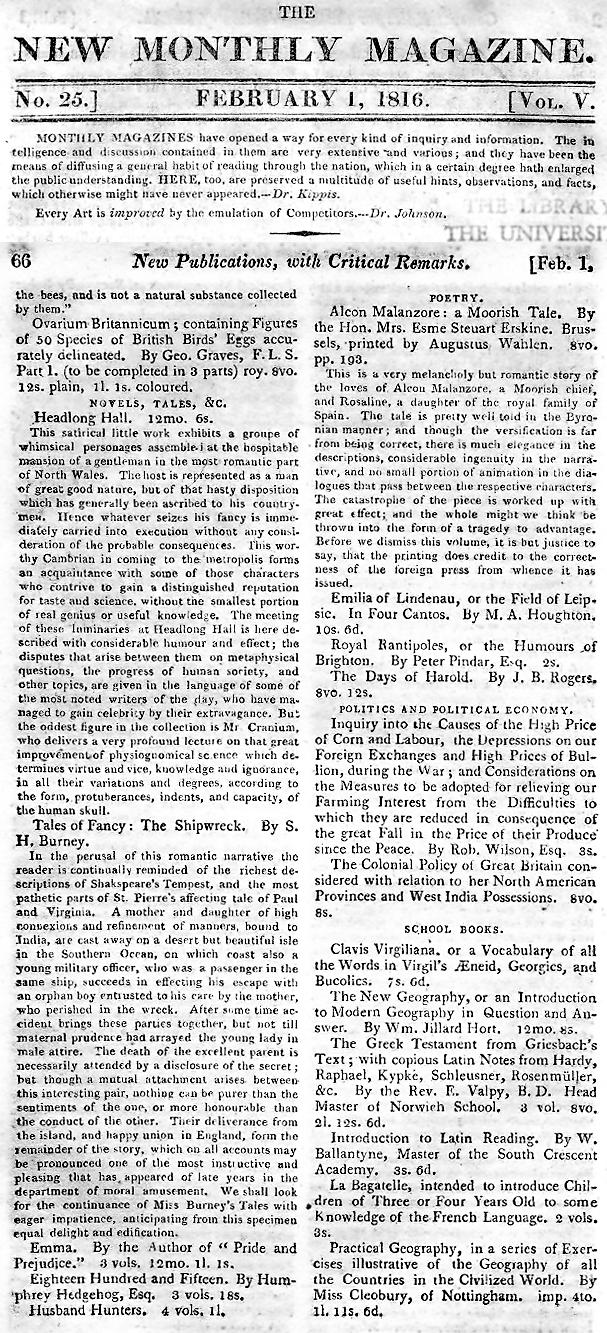
Em 1816, os críticos de The New Monthly Magazine não consideravam Emma como um romance de transcendência.

Austen não foi considerada uma grande romancista, até o início do século XIX. Apesar de suas obras aparecerem sob pseudônimo, foram amplamente conhecidas e receberam numerosas críticas.
Foi Sir Walter Scott quem despertou o interesse em sua obra, graças a um artigo favorável sobre Emma. Scott chama a atenção, no artigo, aos pontos que se vão repetir em quase todas as críticas posteriores sobre Austen. Por um lado, temos o espaço, pois a originalidade de sua obra cria entretenimento através de retratos de lugares e situações  comuns para seus leitores. Suas personagens são, quase sem exceção, pessoas da classe média, movidas por princípios que podem ser comuns a qualquer leitor, encravados não em exóticas colônias, mas na vida campesina inglesa. Scott, ademais, agrega: "Essa jovem dama tem um talento para descrever as relações de sentimentos e personagens da vida comum, o qual é, para mim, o mais maravilhoso com que alguma vez tenha encontrado".
No último romance de Austen, Persuasion, muitos personagens leem alguma obra escrita por Scott e a elogiam, porém é Marianne Dashwood, em Sense and Sensibility, quem menciona Scott como um de seus favoritos.
Os mesmos argumentos que emprega Scott se podem ver em outras críticas que apontam os limites dos temas de Austen, por exemplo, nos artigos de Q.D. Leavis em The Spectator. As Guerras Napoleônicas não são tratadas além das figuras dos oficiais, nem tampouco se mostram as consequências trágicas que a guerra teve para muitas famílias, nem assuntos políticos ou sociais. Entre todos os personagens de seus romances, nenhum é um serviçal, ou pertence à classe baixa. Salvo em Mansfield Park, tampouco se fazem referências às colônias, tema comum aos romances da época, em que muitos personagens eram enviados a elas, onde enriqueciam e voltavam com aventuras exóticas para contar.
Austen contou também com a admiração de Thomas Babington Macaulay (que pensava que no mundo não existiam composições mais próximas da perfeição), Samuel Taylor Coleridge, Robert Southey, Sydney Smith, Edward FitzGerald, e o príncipe regente, que queria que ela o visitasse em Brighton. Os acadêmicos do século XX a situaram entre as escritoras mais genuínas em língua inglesa, algumas vezes comparando-a com William Shakespeare. Tanto Lionel Trilling, como Edward Said escreveram ensaios sobre as obras de Austen. Said fez referência, sobretudo, a Mansfield Park, em sua obra publicada em 1993, Culture and Imperialism.
Neste aspecto, talvez a pior crítica (e mais conhecida), provém de Charlotte Brontë, pois suas opiniões eram tão distintas que «salvo pelo fato, possivelmente relevante, de que nenhuma delas teve filhos, [...], temperamentos mais incongruentes não poderiam ter se juntado em uma habitação». Em 1848, em uma carta a George Lewes, que havia sugerido, ao ler Jane Eyre',' que deveria escrever com menos sentimentalismo, como Jane Austen, Brontë contesta dizendo que tudo o que encontrou ao ler Pride and Prejudice era «um preciso daguerreótipo de uma faceta comum; um jardim cerrado e cuidadosamente cultivado, de bordas limpas e flores delicadas; porém nem uma vívida e brilhante fisionomia, nem campo aberto, ar fresco, colina azul, ou arroio estreito».
A primeira reação do escritor estadunidense Mark Twain foi de desprezo:
”Jane Austen? Porque, vou ainda mais longe ao dizer que qualquer biblioteca é boa sempre que não contenha algum volume de Jane Austen. Inclusive se não tem outro livro”.
Sem dúvida, Rudyard Kipling a via de outra maneira, chegando a escrever uma história curta, "The Janeites", acerca de um grupo de soldados que eram também admiradores de Austen, assim como dois poemas elogiando a "Jane de Inglaterra" (England's Jane), e dedicando-lhe amor póstumo verdadeiro.
Sob outra perspectiva, os romances de Jane Austen, segundo comenta Richard Simpson (1820-1876) em The Critical Faculty of Jane Austen (1870), presupõem uma sociedade organizada de famílias, de pais casados, cuja existência se complementa em haver dado origem aos heróis e heroínas das diferentes histórias. Esses personagens quase sempre estão representados em harmonia. O sentimento, a estupidez, a frieza e outras sensações, acompanham a vida cotidiana em consonância com a felicidade e o bem-estar.
Austen se sentia bem com sua família e não desejava casar; tanto que em suas obras são ressaltados o amor fraternal e a amizade. Sua condição de solteira lhe valeu para observar e descrever os males do amor sob uma perspectiva alheia a sua situação. Simpson acreditava, também, que Jane Austen excedia a verdade em si mesma, e caracterizava as suas personagens com uma fé que, sem dúvida, as levava a conviver com algum ceticismo.
A autora não utiliza um modelo de personagem, virtude ou vício perfeito. Sua filosofia consiste não apenas em resgatar a luz de bondade no que se apresenta como seu oposto, mas também destacar o débil e o efêmero do bem. É sua concepção do ser humano como ser social, portanto não individual, o que a leva a abstraí-lo e isolá-lo. Ademais, o homem, para a autora, é o produto das influências sociais que atuam sobre ele. Por outro lado, a virtude se acha relacionada às diversas formas de parecer, impulsionada pela luta e pelo desejo de superação. O homem não é estático, mas se move constantemente, e assim o fazem suas ideias.
É um fato comum nos romances de Austen encontrar pequenos grupos sociais, geralmente compostos por famílias que viviam em assentamentos rurais. Sua obra demonstra como se manteve indiferente aos debates políticos de seu tempo, uma vez que expõe o meio rural abordando diferentes mentalidades e formas de pensar, sem a necessidade de cair em diferenças importantes de classe.
Jane Austen, ademais, se caracterizou por apresentar as suas heroínas em um estado de juventude e imaturidade, porém pleno de boa disposição. De mentalidade platônica, considerava a alma como o epicentro da unidade familiar, não como uma república. Os conflitos se davam dentro da familia, e não supunham um atentado contra a figura paterna, e muito menos um castigo capital por algum erro cometido durante o transcurso da ação. Trata-se, ao contrário, de matrimônios por conveniência, de problemas de herança, da necessidade de castidade em determinadas situações, a virtude da mulher (e do homem em menor medida), e os valores que considerava necessários em toda sociedade.

## Crítica feminista
Conforme Margaret Oliphant (1822-1897), uma romancista e crítica literária inglesa, em sua obra Miss Austen and Miss Mitford, os personagens da autora não são refinados e aparecem sempre no mesmo contexto. A pobreza no romance de Austen, afirma, é o resultado de um problema de patrimônio econômico ou a consequência de uma morte prematura do patriarca familiar. Segundo Oliphant, suas obras se enfrentam com o limite imposto pelo conhecimento e a natureza. Os personagens crescem e amadurecem ao longo da história, adquirindo poder e nobreza.
O estilo é suave e ressalta o aspecto ridículo do argumento. Austen se compadece dos personagens que sofrem, porém não parece sentir pena por sua situação em nenhum momento. A mentalidade que imprime em suas obras é meramente feminina, associada a uma mulher que dispõe de tempo suficiente para explorar o mundo que a rodeia, assistir a bailes e conferências.
Seus escritos expõem as peculiaridades, a ingenuidade e o absurdo da mente humana. Também incluem mostras de tolerância, paciência e caridade (não proveniente do princípio cristão). A escritora, ademais, apresenta rasgos de incredulidade, e ensina a seus leitores os erros cometidos pelo homem, distanciando-os com certo tom humorístico, do que comumente se associa com a ideia do que está bem e do que está mal.
Do ponto de vista de um feminismo mais moderno, encontramos uma evolução: se, em 1975, Marilyn Butler sustentava que as obras de Austen perpetuavam as mesmas construções sociais que subjugavam a mulher ao matrimônio e à esfera doméstica, Sandra Gilbert e Susan Gubar, em sua obra Madwoman in the Attic, asseguram que, ao contrário, os personagens que constituem o argumento principal das obras de Austen contradizem essas convenções, defendendo uma educação racional para a mulher, ainda que não se possa empregar a qualificação de feminista (como o entendemos atualmente) para sua obra.
Nos anos 90, a crítica Meenakshi Mukherjee sugere uma comparação entre as obras de Jane Austen e Mary Wollstonecraft, pois enquanto essa última defende A Vindication of the Rights of Woman, as heroínas das obras de Jane Austen lutam para serem tratadas como "criaturas racionais".
O dilema sobre a educação da mulher foi crucial no século XVIII, e segundo assegura Mukherjee, "cada um dos seis romances apresenta uma profunda contradição entre o domínio da razão dominante na sociedade inglesa do século XVIII e os valores que, hipocritamente,  se esperava que a mulher adquirisse".
Por outro lado, a ideia de Austen como conservadora pode ter a ver com a imagem que sua família mostrou dela após sua morte, através da seleção de cartas e das memórias de Austen-Leigh. O inteligente uso da comédia é o que permite que a obra de Austen não pareça conformista. Por outro lado, diz Mukherjee, não se pode perder de vista a época e os fatos que poderiam haver afetado sua escrita. Uma geração separa Jane Austen de Mary Wolstonecraft, e quando Austen começou a escrever seus romances, as idéias dela se expandiam rapidamente, expansão que provavelmente se devia, em parte, ao escândalo provocado pelas Memórias de Godwin. Sem dúvida, esse escândalo refreou o progresso do feminismo, pois se seguiu um retrocesso aos valores conservadores, e é nesse ambiente que Austen escreve, criando um equilíbrio em suas obras entre o que é reivindicativo e o que é simplesmente entretenimento e aceito, adoçado através do humor. Atualmente a investigação acerca de Jane Austen também inclui uma perspectiva em torno das relações, as quais concluíam ou não em matrimônio ( ver artigo)

## Obras principais

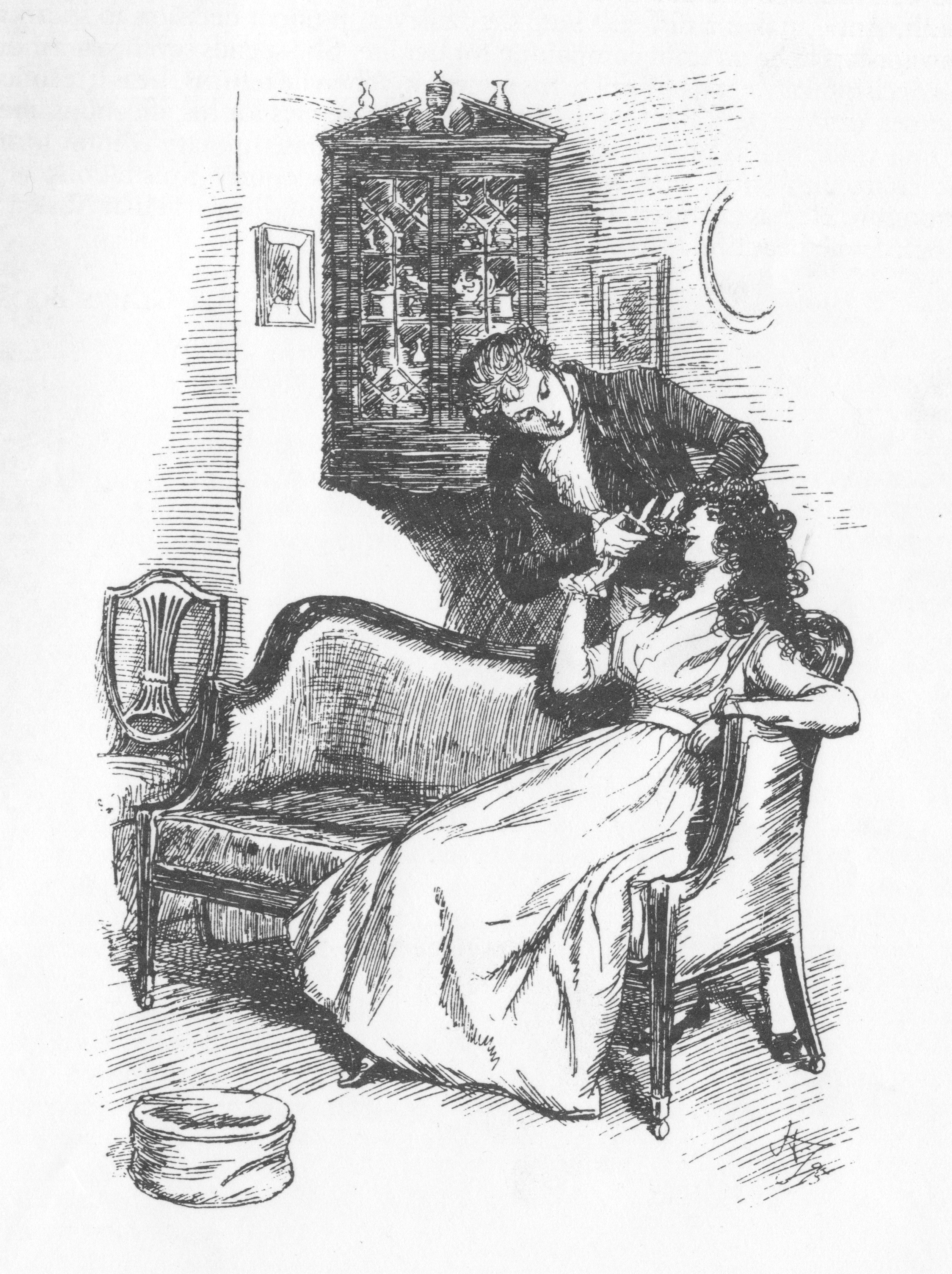
Uma ilustração do século XIX mostra Willoughby cortando uma mecha do cabelo de Marianne, em Sense and Sensibility

A ordem em que Jane Austen iniciou e finalizou seus romances não corresponde com o fechamento de suas publicações.

### Romances publicados
- Sense and Sensibility (1811)
- Pride and Prejudice (1813)
- Mansfield Park (1814)
- Emma (1815)
- Northanger Abbey (1817) - póstumo
- Persuasion (1817) - póstumo
- Lady Susan (1871) - póstumo

### Teatro
- Sir Charles Grandison (sua única peça teatral, escrita provavelmente em 1791 ou 1792 e publicada somente em 1980)

### Obras curtas
- Lady Susan (1794, 1805)
- The Watson (1804) (incompleta, sua sobrinha Catherine Hubback a finalizou, publicando-a como The Younger Sister, na metade do século XIX.)
- Sanditon (1817) (incompleta)

### Juvenilia ou obras da juventude
- The Three Sisters
- Love and Freindship (sic). (1790). Esta falha ortográfica no título (*Freindship em vez de Friendship) é famosa entre os estudiosos.
- The History of England (1791)
- Catharine, or the Bower
- The Beautiful Cassandra

## Filmes sobre Jane Austen
- Jane Austen in Manhattan, sobre duas companhias de teatro rivais que desejam levar à cena a única obra de teatro completa que escreveu Jane Austen, Sir Charles Grandison (do romance de Richardson de mesmo nome), a qual foi descoberta em 1980.[11] O filme foi dirigido por James Ivory e interpretado por Anne Baxter.

- Becoming Jane (2007), pseudobiografia de 2007, com Anne Hathaway como Jane Austen, que oferece uma versão de sua breve relação com Thomas Langlois Lefroy, a qual foi ficcionalizada para simular o próprio estilo da autora.

- The Jane Austen Book Club - Conhecendo Jane Austen (2007), é um filme dirigido por Robin Swicord, sobre um clube de leitura formado, sobretudo, por mulheres que analisam as obras da escritora.

- Miss Austen Regrets

O filme retrata os últimos anos da escritora, que tenta ajudar a sobrinha a encontrar um marido. Ainda sem tradução no Brasil, o filme de 2008 mostra, em forma de flashback, as possíveis decepções amorosas de Jane Austen. Dirigido por Jeremy Lovering

## Representações das obras de Austen na televisão e no cinema
Todos os romances de Jane Austen têm sido levadas ao cinema em várias ocasiões, para mais informações, ver os artigos dedicados a cada um deles. 
Orgulho e Paixão
Novela da TV Globo inspirada em romances de muito sucesso de Jane Austen: Orgulho & Preconceito, Emma, Lady Susan, Northanger Abbey, Mansfield Park e Razão & Sensibilidade têm suas histórias adaptadas pela nova novela das 6, que se passa no interior de São Paulo no início do século XX.
Pride and Prejudice
Sense and Sensibility
- Sense and Sensibility – série de TV da BBC, estrelada por Joanna David, Robin Ellis e Clive Francis.
- Sense and Sensibility – série de TV
- Sense and Sensibility – filme de 1995, com Emma Thompson, Hugh Grant e Kate Winslet. Ganhou o Oscar de roteiro.
- Kandukondain Kandukondain – adaptação indiana de Sense and Sensibility, 2000, estrelada por Tabu, Aishwarya Rai, Ajith e Mammootty.
- Sense and Sensibility – série de TV da BBC estrelada por Hattie Morahan e Charity Wakefield
- Sense and Sensibility and Sea Monsters (2009) – paródia adaptada com a co-autoria de Ben Winters
- Está em pré-produção "Sense and Sensibility", versão latina dirigida por Fina Torres.

Persuasion
- Persuasão, 1960, Reino Unido, dirigida por Campbell Logan; feita para TV
- Persuasão, 1971, Reino Unido, dirigida por Howard Baker; feita para TV
- Persuasão, 1995, EUA, dirigida por Roger Michell; feita para TV
- Persuasão, 2007, EUA, dirigida por Adrian Shergold; feita para TV

Emma
- Emma, 1996, dirigido por Douglas McGrath e estrelado por Gwyneth Paltrow, James Cosmo, Alan Cumming e Toni Collette.
- As Patricinhas de Beverly Hills, 1995. Versão livre, moderna, de “Emma”.
- Emma, 2009, mini-série da BBC.
- Emma, 2020, dirigido por Autumn de Wilde e estrelado por Anya Taylor-joy.

Mansfield Park
- Palácio das Ilusões, EUA, dirigida por Patricia Rozema. As outras adaptações foram feitas para a TV.

Northanger Abbey
- A Abadia de Northanger, 1986, co-produção EUA, Reino Unido, dirigida por Giles Foster. Feita para TV.
- A Abadia de Northanger, 2007, EUA, dirigida por Jon Jones. Feita para TV.